# Badgaon
Badgaon fou un estat tributari de l'Índia fundat al segle XIII, governat per la dinastia Deora dels chauhans rajputs. L'estat, fundat al segle XIII, fou vassall i tributari del maharajà de Jodhpur o Marwar.